# Bolomancia
La bolomancia era una especie de adivinación que se hacía mezclando varias flechas en las que se escribían los nombres de las ciudades que debían ser atacadas. 
Se sacaba por suerte una y era la que decidía de la suerte de la expedición.